# أليكس روميرو
أليكس روميرو (بالإنجليزية: Alex Romero)‏ هو لاعب كرة قدم أمريكية أمريكي، ولد في 25 يونيو 1985 في نيو أورلينز في الولايات المتحدة.